# Hydrophyte
Dans la classification de Raunkier, une plante hydrophyte est un type de plante qui vit en partie ou totalement immergée dans l'eau (les bourgeons dormants et les feuilles sont dans l'eau) une bonne partie de l'année voire toute l'année.
On peut distinguer au sein de cette classe :
- les hydrophytes de sols humides: dans les sols saturés en eau ;
- les hydrophytes aquatiques : dans les sols couverts d'eau :
  - les hydrophytes flotteurs (flottent à la surface, comme les lentilles d'eau),
  - les hydrophytes fixés (enracinés dans le sol) :
    - à feuilles flottantes (comme un nénuphar),
    - à feuilles submerses (comme l'élodée).

## Importance
Les hydrophytes exercent un rôle sur :
- la production d'oxygène par photosynthèse ;
- les différents cycles de nutriments ;
- le contrôle de la qualité de l'eau par phytoremédiation ;
- les différents organismes environnants ;
- la stabilisation des sédiments.

## Feuilles

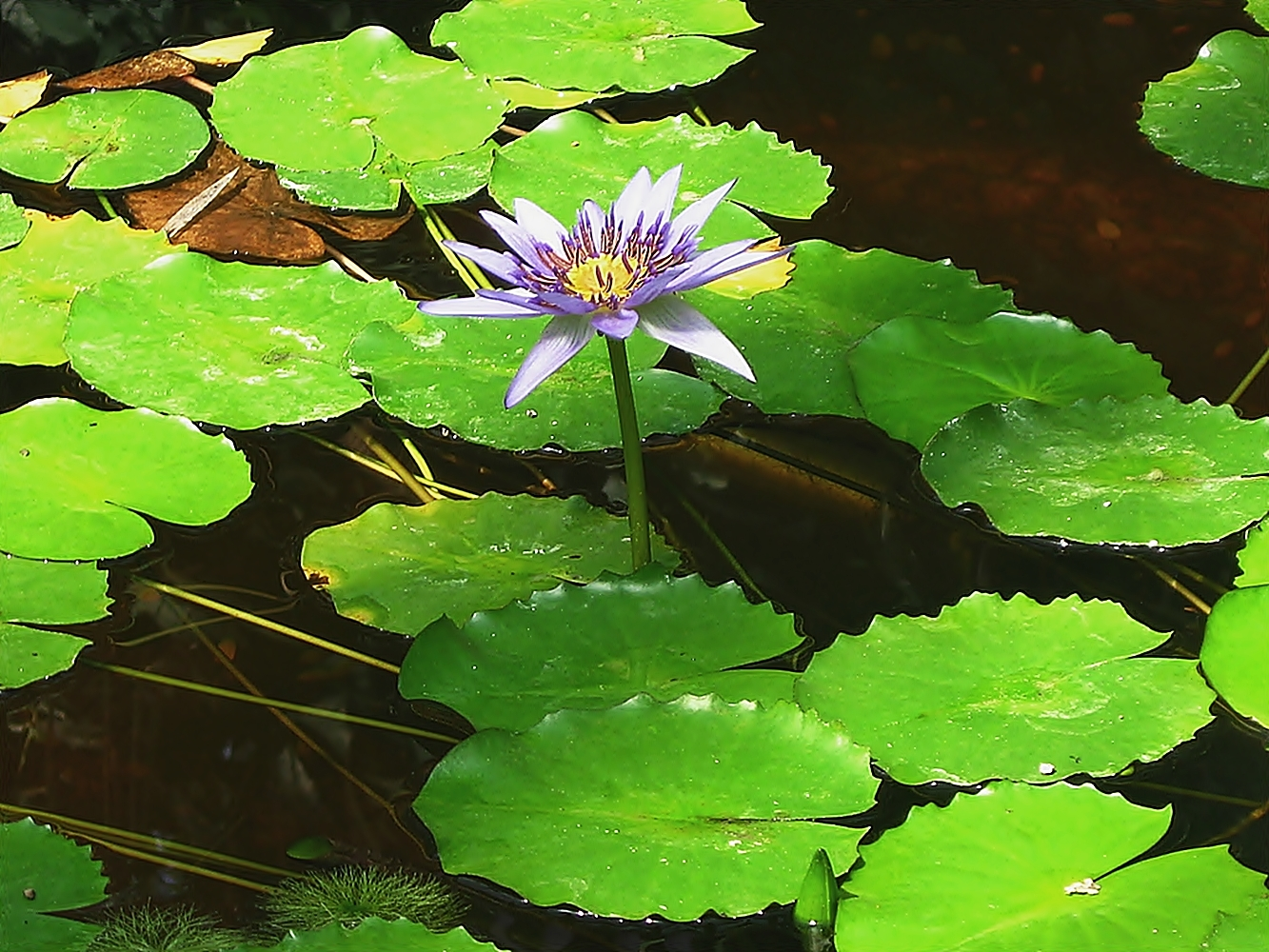
Feuilles flottantes et fleur d'une nymphaeacée.

Les feuilles flottantes possèdent dans leurs parties inférieures un tissu rempli d'air nommé aérenchyme.

### Composition chimique[2]
La composition chimique des feuilles d'hydrophytes diffère de celle des plantes terrestres. Les hydrophytes contiennent la même proportion d'azote, mais moins de carbone. Les acides organiques y sont présents en faible quantité, contrairement aux composés minéraux, abondants. La quantité d'hydrates de carbone non structuraux est la même pour les hydrophytes et les plantes terrestres, mais en proportions différentes.
Il existe deux corrélations entre les différents composés chimiques :
- une corrélation positive entre carbone, azote et sucres solubles. Si la quantité d'un de ces composés augmente, celle des autres aussi ;
- une corrélation négative entre les composés ci-dessus et la quantité de minéraux, acides organiques, eau et polysaccharides non structuraux. L'augmentation des uns fait diminuer la quantité des autres.

## Hydrophytes et oxygène
Les racines des hydrophytes peuvent emmagasiner de l'oxygène ou utiliser l'oxygène atmosphérique. Certains hydrophytes développent des structures qui leur permettent de pénétrer plus profondément dans le substrat. Les racines et rhizomes possèdent de grands espaces intercellulaires (chambres de stockage pour les gaz) qui forment un tissu appelé aérenchyme. Les racines plus épaisses et possédant cet aérenchyme pourront se développer dans des milieux où l'oxygène est présent en quantité très limitée (comme en condition d'hypoxie), malgré une petite surface d'absorption.

## Plasticité phénotypique[4]
Il existe trois grands types d'adaptations possibles :
- un individu peut se spécialiser pour accomplir une fonction précise ou s'adapter à un milieu présentant des conditions particulières ;
- un individu peut faire preuve de plasticité phénotypique, c'est-à-dire qu'il changera de forme dans différents environnements afin de toujours avoir les traits qui maximiseront son aptitude phénotypique selon les variations de conditions ;
- tous les individus de la population peuvent converger en un intermédiaire phénotypique qui survit bien dans le milieu sans maximiser l'aptitude phénotypique.

Chez les plantes aquatiques comme les hydrophytes, la plasticité phénotypique est favorisée puisque l'environnement varie dans de courtes périodes de temps. Les feuilles immergées et submergées sont soumises à différentes conditions et n'auront pas la même réponse adaptative pour une même plante. Les feuilles submergées seront très semblables entre elles et adaptée à la lente diffusion du CO2 dans l'eau (plus grande surface d'absorption, diminution de la couche limite), alors que les feuilles immergées seront de différentes formes.

## Phytoremédiation et bioindicateurs

### Tolérance aux métaux lourds[5]
Dans un milieu humide ou aquatique, une baisse de pH diminue la mobilité des différents éléments et peut causer des problèmes de toxicité des métaux lourds.
Les hydrophytes peuvent accumuler ces métaux lourds dans leurs tissus sans toutefois les utiliser. Ces plantes servent alors de bioindicateurs, car elles donnent des informations sur l'abondance et la disponibilité des métaux lourds dans un certain environnement aquatique.
Certains types d'hydrophytes possèdent une plus grande habileté à accumuler les différents métaux lourds alors que d'autres, une plus faible. Il en résulte une grande différence des capacités de bioaccumulation entre espèces d'un même genre vivant dans des conditions semblables.
Les lieux d'accumulation et de distribution des composés peuvent aussi varier entre les espèces. Certains hydrophytes accumulent les métaux lourds dans leurs racines ou rhizomes, alors que d'autres les entreposent en dehors de la zone de contamination, soit dans leurs feuilles ou tiges.